# Батіг (притока Жвану)
Баті́г (Го́вірка, Вербова) — річка в Україні, в межах Хмельницького та Кам'янець-Подільського районів Хмельницької області, а також Могилів-Подільського району Вінницької області. Права притока Жвану (басейн Дністра).

## Опис
Довжина 37 км. Площа водозбірного басейну 292км²: 160 км² в межах Хмельницької області, 132 км² в межах [Вінницька область|Вінницької області]]. Долина у верхів'ях порівняно неглибока, нижче — глибока і V-подібна, місцями з дуже стрімкими схилами. Є кілька ставків (у верхів'ях).
У верхній течії Говірка приймає води першої лівої притоки, яка плине дуже заболоченою долиною, живиться з джерел, але трапляються роки, коли вона дуже міліє, а, буває, що спекотного літа місцями й пересихає. Здолавши відстань в один кілометр болотистою заплавою, Говірка повниться водами другої і третьої правих приток і другої лівої. У цьому місці абсолютна висота рівня води в річці становить 259,6 м. На північній околиці Говорів починається середня течія. У центрі села річка приймає води четвертої правої притоки, яка бере початок двома струмками дещо північніше Ломачинців, де вони живляться із джерел. Південніше Говорів до Говірки впадає ще три притоки — дві правих і одна ліва. Долина Говірки поглиблюється, з кожним кілометром її береги стають обривистішими, особливо правий берег. У цій місцевості на правому березі є глиняний кар'єр глибиною до 4 м, а на лівому — гранітний кар'єр.
У Заборознівцях річка меандрує незаболоченою долиною, до якої близько підходять ліси. Південніше цього села починається нижня течія Говірки. Тут впадає до річки дві правих притоки і чотири лівих. Вони значно поповнюють її водою. У цій місцевості є водяний млин, а абсолютна висота рівня води в річці становить — 216,3 м. Північніше Жабинців на лівому березі Говірки знаходиться гранітний кар'єр, а в центрі села діє ще один водяний млин. Південніше Заміхова Говірка впадає у річку Батіг. Очевидно, звідси й походить друга назва річки Говірка, яку часто використовує місцеве населення. Говірка і Батіг впадають у Жван, що несе свої води до Дністра. Басейн річки розташований у межах Ушицького природного району, який має рівномірний загальний нахил поверхні на південь. Про це свідчать і абсолютні висоти: у верхів'ї басейну абсолютна висота сягає — 321,2 м, а у нижній течії — 270,4 м. Для Говірки якоюсь мірою характерна глибока, місцями навіть скеляста, долина з вузькою заплавою і значним похилом русла. Впадає у вічі і велика лісистість території басейну, яка за дослідженнями вчених в доагрикультурні часи досягала 60-70 відсотків. Тут значне поширення мають опідзолені чорноземи, темно-сірі і сірі опідзолені ґрунти. До долини Говірки прив'язана густа мережа ярів і балок, у яких, на жаль, розвивається глибинна ерозія, а на полях відбувається площинна ерозія ґрунту.

## Розташування
Батіг (у верхній та середній течії — Говірка) бере початок біля села Осламів. Тече переважно на південь, у пониззі на південний схід. Впадає до Жвану на північ від села Галайківці.
Основна притока: Бахтинка (ліва).
У геоботанічному відношенні басейн Говірки розташований у межах Новоушицького і Віньковецького геоботанічних районів. Верхів'я і частина її середньої течії лежать у межах Віньковецького геоботанічного району, для якого характерні дубово-грабові та грабові ліси з поодинокими екземплярами береки. Друга частина середньої і нижня течії розташовані у Кам'янець-Подільському районі, природна рослинність якого представлена грабовими, дубово-грабовими і дубовими лісами з поширенням дуба скельного, береки, дерена справжнього та горобейника пурпурово-голубого. У долині річки переважають суходільні луки, які займають різні ґрунти, а тому дуже часто відзначаються строкатістю видового складу. Класичні заплавні луки можна побачити лише у верхів'ї Говірки. На тутешніх обводнених болотах поширені осокові, хвоще-осокові та осоково-гіпнові угруповання рослин.

## Фауна
У річці водиться 14 видів риб — в'юн, карась, плітка, короп, пічкур, верховодка, йорж, лин, краснопірка, гірчак, окунь, товстолобик і щука. Під час весняної повені і нересту до Говірки запливають косячки більш цінних видів риб. Земноводні тут представлені жабами трав'яною, ставковою і гостромордою, квакшею, на полях вдаєтьвя побачити ропуху сіру, у лісах — ропуху зелену і часничницю. Досить сприятливі у тутешніх зооценозах умови для життя плазунів, тому найчастіше доводиться бачити вужів звичайного і водяного, гадюку степову, ящірок прудку, живородну і зелену, веретільницю, і мідянку.
Орнітофауна у басейні Говірки представлена птахами лісу — до 40 видів, птахами лук, боліт і водойм — до 30 видів, птахів степу і поля — до 12 видів і птахів-синантропів — 7 видів. Серед птахів лук, боліт і водойм частенько потрапляють у поле зору грицик великий, деркач, квак, кобилочки звичайна і солов'їна, крижень, крячок малий, курочка водяна, ластівка берегова, лиска, лунь лучний, очеретянка лучна, пастушок і чапля сіра. Звірі найбільш активні під вечір і на світанку, але деякі полюють і вночі, а вдень відпочивають. У річці мешкають — полівка водяна, ондатра і видра річкова, на луках — кріт, сарна, миша маленька, полівка звичайна, заєць-русак і їжак звичайний. У тутешніх лісах можна побачити вивірку звичайну, вовчків горішкового і лісового, єнота уссурійського, кота лісового, лося, лисицю, куницю лісову і полівку руду лісову. На полях живуть хом'як, тхір степовий, миші польова і жовтогруда, бурозубка і білозубка мала.